# بروک هوگان
بروک الن بولا (به انگلیسی: Brooke Ellen Bollea) (زادهٔ ۵ مه، ۱۹۸۸) که پیشتر با ناک بروک هوگان مشهور است یک خواننده پاپ و ریتم و بلوز، مدل و بازیگر سریال‌های واقع‌نما آمریکایی و فرزند بزرگ هالک هوگان کشتی‌گیر حرفه‌ای آمریکایی است. او در سریال واقع‌نمای «هوگان بهترین را می‌داند» ایفای نقش می‌کرد. داستان مجموعه حول محور خانواده او می‌چرخید که نخستین بار در ۱۰ ژوئیه ۲۰۰۵، از شبکه وی‌اچ۱ پخش شد. پس از لغو شدن مجموعه هوگان بهترین را می‌داند، او مجموعه‌ای دیگر با نام «بروک بهترین را می‌داند» شروع کرد که درباره زندگی شخصی و مستقل خود و جداشدن از خانواده‌اش و زندگی در سواحل میامی همراه با دو هم اتاقی دیگر بود.
بروک اولین آلبوم خود با نام کشف نشده را در سال ۲۰۰۶ منتشر نمود و در سال ۲۰۰۹ نیز دومین آلبوم او با نام رستگاری منتشر گردید.

## زندگی
بروک هوگان در تمپا، فلوریدا، آمریکا به دنیا آمد. او فرزند بزرگ هالک هوگان و لیندا بولاک و خواهر بزرگتر نیک هوگان است.